# Diego Alvelo
Diego Alvelo (ur. 12 grudnia 1965 w Los Angeles, zm. 12 grudnia 2004 w Tijuanie) – amerykański scenarzysta.
Cierpiał na ślepotę barw – odróżniał jedynie czerń i biel. Nienawidził przemysłu filmowego, nigdy też nie widział żadnego filmu, do którego napisał scenariusz.
Przez 17 miesięcy pracował nad swoją powieścią Feathersnatcher. Kiedy duże wydawnictwo odmówiło publikacji książki, Alvelo wyjechał do Meksyku, gdzie popełnił samobójstwo, przedawkowując narkotyki.

## Filmografia
- 1998 – Nagie kłamstwa
- 2001 – Pajęcza sieć
- 2005 – Zdradzony